# カワサキ・ZZR250
ZZR250（ゼットゼットアールにひゃくごじゅう）は、かつて川崎重工業が製造販売していたオートバイである。

## 概要
ZZR250は1990年に発売された。ZZRシリーズを踏襲したフルカウルの車体となっているが、搭載エンジンは既存車種 (GPZ250R / GPX250R) からの流用であるDOHC4バルブ水冷直列2気筒248 ccであり、直列4気筒を搭載する他のZZRシリーズとは一線を画している。
発売当時から大きなモデルチェンジを受けることなく17年間にわたって販売された息の長いモデルであり、2002年までは日本で生産が行われていたが、2003年からはタイの工場に生産が移管された。自動車排出ガス規制のため、2007年8月末をもって生産終了となった。なお2008年発売のNinja250Rが、後継車種としての位置づけとなっている。
輸出仕様（北米向け）は「Ninja250R」として販売された。この車種名は1983年発売のGPZ250R以来、GPX250R、ZZR250、Ninja250R最終型の2012年まで使用されている。
近未来的かつスタイリッシュなフォルムで、ジェームズ・キャメロン監督が製作総指揮を務めた海外ドラマ『ダークエンジェル』や、クエンティン・タランティーノ監督の映画『キル・ビル』に主人公機として登場している。また、2008年公開の北村拓司監督の映画『ネガティブハッピー・チェーンソーエッヂ』でも、物語後半に主人公が駆るバイクとして登場している。

## モデル一覧

### EX250-H1（1990年）
車体カラーは以下の3種類。
- キャンディカーディナルレッド×ルミナスローズオペラ (HF)
- メタリックオパールシルバー×メタリックソニックブルー (HV)
- エボニー×パールコスミックグレー (T4)

### EX250-H2（1991年）
車体カラーのラインナップを一部変更。
- キャンディカーディナルレッド×ルミナスローズオペラ (HF)
  - エボニー×メタリックソニックブルー (HD)
  - メタリックバイオレットロイヤル×メタリックイーブンタイド (KA)

### EX250-H3（1992年）
車体カラーのラインナップは変更なし、細部の変更（デカール色仕様）※デカールの色仕様は基本的に各年モデルごとに変更されている。
- キャンディカーディナルレッド×ルミナスローズオペラ (HF)
- エボニー×メタリックソニックブルー (HD)
- メタリックバイオレットロイヤル×メタリックイーブンタイド (KA)

### EX250-H4（1993年）
車体カラーのラインナップを一部変更。
- キャンディカーディナルレッド×ルミナスローズオペラ (HF)
- メタリックブルーバイオレット×ルミナスローズオペラ (VX)
- エボニー×ルミナスグレーマイカ (VT)

### EX250-H5（1994年）
車体カラーのラインナップを一部変更。
- キャンディカーディナルレッド×ルミナスローズオペラ (HF)
- メタリックバイオレットロイヤル×メタリッソニックブルー (1F)
- キャンディパーシモンレッド×メタリックグレーストーン (CF)

### EX250-H6（1995年）
車体カラーはラインナップを全面変更、細部の変更（デカールによるグラフィック追加）。
- キャンディパーシモンレッド (A5)
- ルミナスピーコックブルー (35)
- パールパープリッシュブラックマイカ (20)

### EX250-H7（1996年）
車体カラーはラインナップに変更なし、細部の変更（デカールによるグラフィック廃止）。
- キャンディパーシモンレッド (A5)
- ルミナスピーコックブルー (35)
- パールパープリッシュブラックマイカ (20)

### EX250-H8（1997年）
車体カラーのラインナップを一部変更。
- キャンディパーシモンレッド (A5)
- メタリックメドウミストグリーン (93)

### EX250-H9（1998年）
車体カラーのラインナップを全面変更。
- エボニー×キャンディカーディナルレッド (FK)
- ギャラクシーシルバー×パールコスミックグレー (CS)

### EX250-H10（1999年）
車体カラーのラインナップを一部変更。
- キャンディワインレッド×パールコスミックグレー (7D)
- ギャラクシーシルバー×ールコスミックグレー (CS)

### EX250-H13（2002年）
車体カラーのラインナップを全面変更。
- パールミスティックブラック (218)
- ギャラクシーシルバー (F2)

### EX250-H15（2004年）
車体カラーのラインナップを全面変更。
- キャンディパーシモンレッド (G2)
- メタリックコメットブラック (167)

### EX250-H16（2005年）
車体カラーのラインナップを一部変更。
- キャンディサンダーブルー (620)
- メタリックコメットブラック (167)

### EX250-H6F（2006年）
車体カラーのラインナップ変更なし。
- キャンディサンダーブルー (620)
- メタリックコメットブラック (167)

### EX250-H7F（2007年）
車体カラーのラインナップを一部変更。
- キャンディプラズマブルー (15D)
- メタリックコメットブラック (167)

## 画像

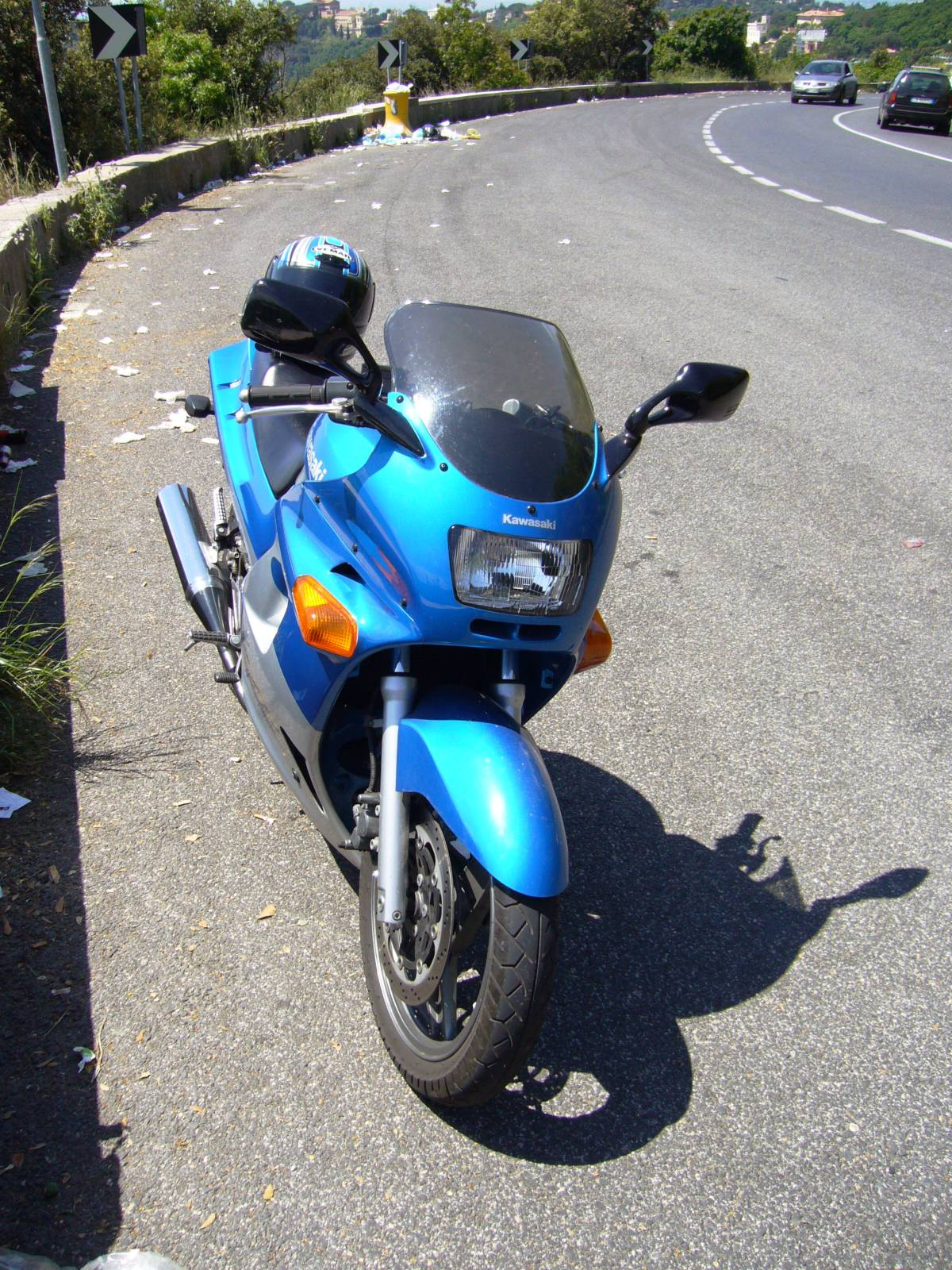
正面
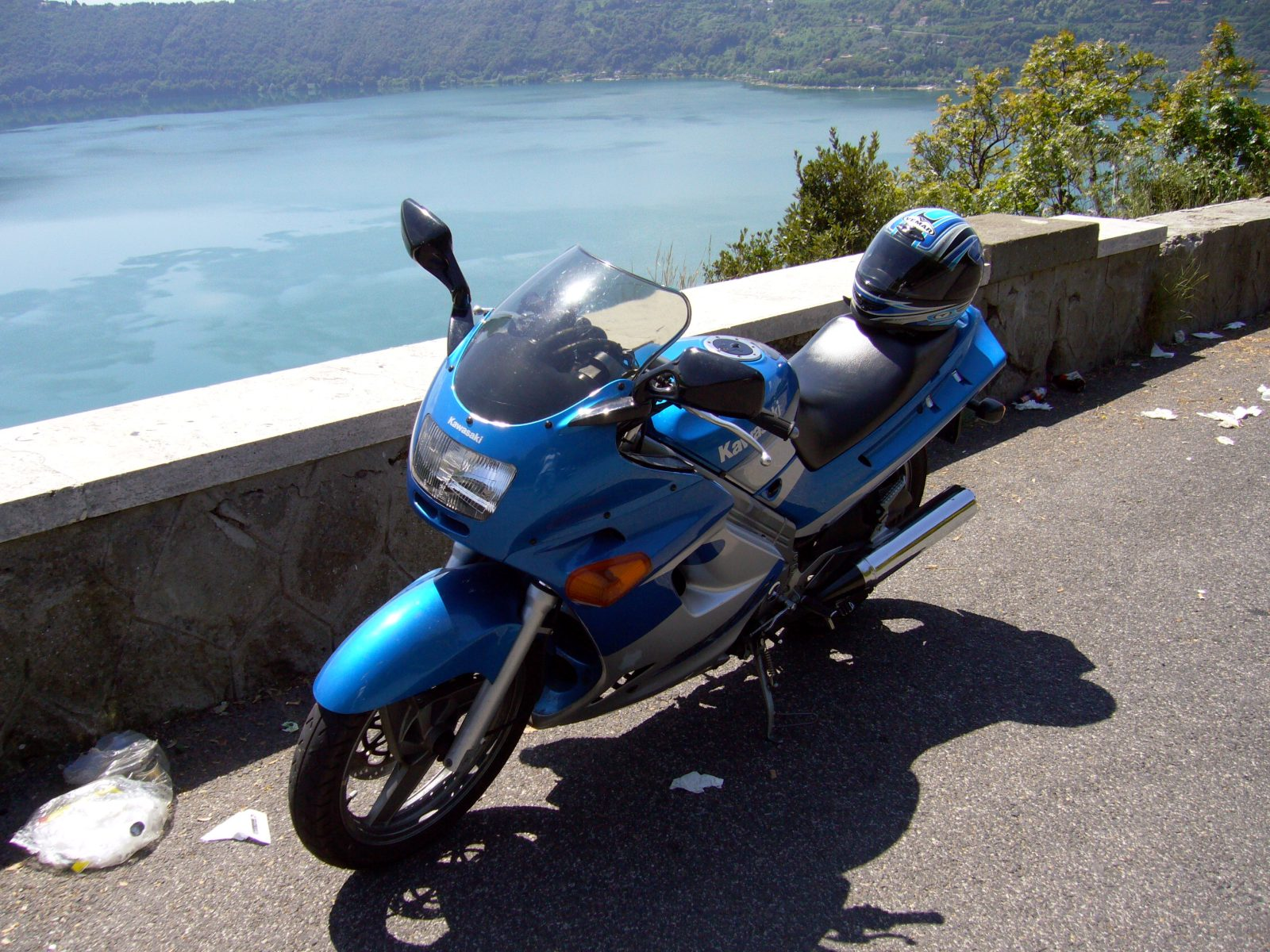
左前面